# Félix Morga
Félix Morga Rocandio (Nájera, 1891-Nájera, 19 de julio de 1936) fue un militante anarcosindicalista español y alcalde de Nájera, La Rioja. Fue fusilado por los sublevados al iniciarse la guerra civil española. 

## Biografía
En enero de 1921 fundó el Sindicato Único de Nájera, adherido a la Confederación Nacional del Trabajo (CNT).
Llegó a ser alcalde de Nájera en dos ocasiones: de mayo de 1932 a octubre de 1934 y de febrero de 1936 hasta su asesinato el 19 de julio de ese mismo año tras el golpe de Estado fracasado que dio origen la a Guerra Civil.